# Amaurospiza carrizalensis
Amaurospiza carrizalensis là một loài chim trong họ Cardinalidae.